# Eggiwil
Eggiwil là một đô thị ở huyện Signau ở bang Bern ở Thụy Sĩ. Đô thị này có diện tích 60,3 km², dân số tháng 12 năm 2020 là 2486 người.